# Hilma Åberg
Hilma Anna Maria Åberg, senare Lundqvist, född 4 november 1854 i Norrköping, död 12 februari 1927 i Hovförsamlingen, Stockholm, var en svensk violinist och musikpedagog, gift 1883 med Carl Fredrik Lundqvist.
Hilma Åberg, vars far var stadsläkare, var elev vid Stockholms musikkonservatorium 1874–1880 för professor Johan Lindberg, sedan för Maria Neruda-Arlberg. Hon konserterade i Sverige, Norge och Danmark 1879–1882 och var violinist vid "Damtrions" kammarmusiksoaréer 1881–1883 tillsammans med Walborg Lagerwall och Hilma Lindberg. Hon var även lärare i fiolspelning.